# Saracen Paint
Saracen Paint è un software di computer grafica bidimensionale per Commodore 64, sviluppato da Vincenzo Saraceno e pubblicato nel 1991 dall'editrice italiana Idea (di solito specializzata nei videogiochi).
Il programma è dotato di interfaccia a menù e finestre, e si controlla con il joystick e due tasti oppure con il mouse (periferica non comune nel caso del Commodore 64). Si rivolge perlopiù a utenti di livello amatoriale: l'utilizzo è semplice, ma mancano alcune funzioni avanzate come l'Undo.
Funziona solo nella modalità grafica multicolore, quindi a bassa risoluzione (160x200 a 16 colori).
Venne venduto in versione floppy disk o cassetta. La versione disco include anche un convertitore di immagini dal formato di KoalaPainter e viceversa.